# Estación de Territet
La estación de Territet es una estación ferroviaria de la localidad de Territet, perteneciente a la comuna suiza de Montreux, en el Cantón de Vaud.

## Historia y situación
La estación de Territet fue inaugurada en el año 1861 con la puesta en servicio del tramo Lausana - Villeneuve de la línea Lausana - Brig, más conocida como la línea del Simplon.
Se encuentra ubicada en el centro del núcleo urbano de Territet y cuenta con dos andenes laterales a los que acceden dos vías pasantes.
En términos ferroviarios, la estación se sitúa en la línea Lausana - Brig. Sus dependencias ferroviarias colaterales son la estación de Montreux hacia Lausana, y la Estación de Veytaux-Chillon en dirección Brig.

## Servicios ferroviarios
Los servicios ferroviarios de esta estación están prestados por SBB-CFF-FFS:

### RER Vaud
La estación forma parte de la red de trenes de cercanías RER Vaud, que se caracteriza por trenes de alta frecuencia que conectan las principales ciudades y comunas del cantón de Vaud. En ella efectúan parada trenes de una línea de la red:
- S 1 Yverdon-les-Bains - Lausana - Vevey - Montreux - Villeneuve.